# 2868 Upupa
2868 Upupa è un asteroide della fascia principale. Scoperto nel 1972, presenta un'orbita caratterizzata da un semiasse maggiore pari a 2,8129437 UA e da un'eccentricità di 0,1769614, inclinata di 7,55180° rispetto all'eclittica.
Il nome ricorda l'omonimo uccello.